# گوداسپرینگز (نوادا)
گوداسپرینگز، نوادا (به انگلیسی: Goodsprings, Nevada) یک سکونتگاه مسکونی در ایالات متحده آمریکا است که در شهرستان کلارک، نوادا واقع شده‌است.

## خصوصیات
گوداسپرینگز ۳٫۹ کیلومترمربع مساحت و ۲۲۹ نفر جمعیت دارد و ۱٬۱۳۰ متر بالاتر از سطح دریا واقع شده‌است.